# Carefree (Arizona)
Carefree è una località degli Stati Uniti d'America, situata nella contea di Maricopa, nello Stato dell'Arizona.